# Palaeopanthera blytheae
Palaeopanthera blytheae és un panterí extint que visqué entre el Miocè superior i el Pliocè inferior en allò que avui en dia és l'Himàlaia tibetà. S'han datat fragments cranials de l'espècie a fa entre 5,95 i 4,1 milions d'anys. P. blytheae és el fòssil de gran fèlid més antic conegut. Fou descoberta durant una expedició a la conca de Zanda (sud-oest del Tibet) duta a terme el 2010.
El nom de l'espècie és una referència a Blythe Haaga, filla dels benefactors del Museu d'Història Natural del Comtat de Los Angeles Paul i Heather Haaga, que guanyaren una subhasta celebrada al museu pel dret a anomenar l'espècie.